# 布里尤德区
布里尤德区（法語：Arrondissement de Brioude）是法国上卢瓦尔省所辖的一个区。总面积1886.8平方公里，总人口45356，人口密度24 人/平方公里（2018年）。主要城镇为布里尤德。

## 辖区
布里尤德区辖有111个市镇。